# Franjo Vladić
Franjo Vladić (Mostar, 19 de outubro de 1950 – Mostar, 18 de junho de 2024) foi um futebolista profissional bósnio, que atuava como meia.

## Carreira
Franjo Vladić fez parte do elenco da Seleção Iugoslava de Futebol da Copa do Mundo de 1974. 

## Morte
Vladič morreu no dia 18 de junho de 2024, aos 76 anos.